# Papa Paulo III
O Papa Paulo III (em latim: Paulus III, em Canino, 29 de fevereiro de 1468 – Roma, 10 de novembro de 1549), nascido Alessandro Farnese, foi Papa da Igreja Católica e Soberano dos Estados Papais de 13 de outubro de 1534 até a sua morte em 1549.
Ele chegou ao trono papal em uma época após o saque de Roma em 1527 e repleto de incertezas na Igreja Católica após a Reforma Protestante. Seu pontificado iniciou a Contra-Reforma com o Concílio de Trento em 1545, bem como as Guerras da religião com as campanhas militares do Imperador Carlos V contra os protestantes na Alemanha. Ele reconheceu novas ordens e sociedades religiosas católicas, como os jesuítas, os Barnabitas e a Congregação do Oratório. Seus esforços foram distraídos pelo nepotismo para promover o poder e a sorte de sua família, incluindo seu filho ilegítimo Pier Luigi Farnese.
Paulo III foi um patrono significativo de artistas, incluindo Michelangelo, e é para ele que Nicolau Copérnico dedicou seu tratado heliocêntrico.

## Biografia

### Início de carreira e família
Nascido em 1468 em Canino, Lácio (então parte dos Estados papais), Alessandro Farnese era o filho mais velho de Pier Luigi I Farnese, Signore di Montalto (1435-1487) e sua esposa Giovanna Caetani, membro dos Caetani. família que também havia produzido o Papa Bonifácio VIII. A família Farnese prosperou ao longo dos séculos, mas foi a ascensão de Alessandro ao papado e sua dedicação aos interesses da família que provocaram o aumento mais significativo na riqueza e no poder da família.
A educação humanista de Alessandro foi na Universidade de Pisa e na corte de Lourenço de Médici. Inicialmente treinado como notário apostólico, ingressou na Cúria Romana em 1491 e em 1493 o Papa Alexandre VI o nomeou cardeal-diácono de Santos Cosme e Damião. A irmã de Farnese, Júlia Farnésio, era supostamente amante de Alexandre VI e poderia ter sido fundamental para garantir essa nomeação para o irmão. Por esse motivo, ele às vezes era chamado de "cunhado de Borgia", assim como Júlia era ridicularizada como "a noiva de Cristo".
Como jovem clérigo, Alessandro viveu uma vida notavelmente dissoluta, levando uma amante, Silvia Ruffini, e tendo três filhos e duas filhas com ela, incluindo Pier Luigi II Farnese, a quem ele criou o duque de Parma, assim como Ranuccio Farnese e Costanza Farnese. Outro epíteto apontado para ele foi "Cardeal Fregnese" (traduzido como Cardinal Cunt).
Como bispo de Parma, ele ficou sob a influência de seu vigário geral, Bartolomeo Guidiccioni. Isso levou o futuro papa a romper o relacionamento com sua amante e a se comprometer em reformar sua diocese de Parma. Sob o Papa Clemente VII (1523-1534), ele se tornou o cardeal bispo de Ostia e decano do colégio de cardeais e, com a morte de Clemente VII em 1534, foi eleito papa Paulo III.

## Papado

### Eleição
Nos dois conclaves que foram usados para eleger Papa Leão X e Papa Adriano VI liderado, ele era apenas inferior no voto dos cardeais. Em 13 de outubro de 1534, o Conclave o elegeu por unanimidade o novo Papa no segundo dia do Conclave; um dos conclaves mais curtos dos tempos modernos, junto com os de Papa Gregório XIII e Papa Pio XII. O nome do Papa presumivelmente se refere diretamente ao apóstolo das Nações Paulo.
"Prudência e auto-controlo, contenção atenta, pensativa, hesitação calculista com basicamente grande força de vontade e energia eram características marcantes de Paulo III, que tinha o seu temperamento violento surpreendentemente sob controlo. Ouvia com vivo interesse, que se exprimia numa expressão facial muito característica, aqueles que lhe submetiam as suas opiniões, e como excelente diplomata sabia como sondar os seus planos e opiniões mais secretas".
A elevação ao cardeal de seus netos, Alessandro Farnese, de quatorze anos, e Guido Ascanio Sforza di Santa Fiora, de dezesseis, desagradou o partido de reforma e atraiu um protesto do imperador, mas isso foi perdoado quando, pouco depois, ele entrou no Sacred College. Reginald Pole, Gasparo Contarini, Jacopo Sadoleto e Giovanni Pietro Caraffa, que se tornou o Papa Paulo IV.

Papa Paulo III e seus netos, cardeal Alessandro Farnese (à esquerda) e Ottavio Farnese, duque de Parma (à direita), II duque de Parma desde 1547. Um retrato triplo de Ticiano, 1546

### Cardeais
Paulo III criou 71 cardeais em 12 consistórios durante seu pontificado, também nomeou quatro de seus sucessores como cardeais: Giovanni Maria Ciocchi del Monte (Júlio III), Marcello Cervini (Marcelo II), Gian Pietro Carafa (Paulo IV) e Giovanni Angelo Medici (Pio IV).

## Política e religião
O quarto papa durante o período da Reforma Protestante, Paulo III tornou-se o primeiro a tomar medidas ativas de reforma em resposta ao protestantismo. Logo após sua elevação, em 2 de junho de 1536, Paulo III convocou um conselho geral para se reunir em Mântua, em maio seguinte; mas a oposição dos príncipes protestantes e a recusa do duque de Mântua em assumir a responsabilidade de manter a ordem frustraram o projeto. Paulo III adiou primeiro por um ano e depois descartou todo o projeto.
Em 1536, Paulo III convidou um comitê de nove prelados eminentes, distinguidos tanto pela erudição quanto pela piedade, para relatar sobre a reforma e reconstrução da Igreja. Em 1537, eles produziram o célebre Consilium de emendenda ecclesia, expondo abusos graves na Cúria Romana, na administração da igreja e no culto público; e propondo propostas ousadas destinadas a abolir tais abusos. O relatório foi amplamente impresso, e o Papa ficou sério quando assumiu o problema da reforma. Ele percebeu claramente que o imperador Carlos V não descansaria até que os problemas fossem resolvidos com seriedade.
Mas para os protestantes o relatório parecia longe de ser completo; Martinho Lutero teve sua edição (1538) precedida por uma vinheta mostrando os cardeais limpando o estábulo augiano da igreja romana com rabo de raposa em vez de vassouras. No final, nenhum resultado foi seguido das recomendações do comitê.
Como consequência da extensa campanha contra a "idolatria" na Inglaterra, culminando com o desmantelamento do santuário de St. Thomas Becket em Canterbury, o papa excomungou Henrique VIII em 17 de dezembro de 1538 e emitiu um interdito.
Nessa época, surgiram complicações familiares. Para adquirir seu neto Ottavio Farnese com o ducado de Camerino, Paulo III arrancou à força o mesmo do duque de Urbino (1540). Ele também sofreu uma guerra virtual com seus próprios súditos e vassalos pela imposição de impostos onerosos. Perugia, renunciando à sua obediência, foi sitiada pelo filho de Paulo III, Pier Luigi, e perdeu sua liberdade inteiramente em sua rendição. Os burgueses de Colonna foram devidamente vencidos e Ascanio foi banido (1541). Depois disso, o tempo parecia maduro para aniquilar a heresia.
Em 1540, a Igreja reconheceu oficialmente a nova sociedade formada sobre Inácio de Loyola, que se tornou a Companhia de Jesus. Em 1542, uma segunda etapa do processo de Contrarreforma foi marcada pela instituição, ou reorganização, da Congregação do Santo Ofício da Inquisição.
Por outro lado, o imperador insistia em que Roma enviasse seus planos para uma recuperação pacífica dos protestantes alemães. Consequentemente, o papa despachou Giovanni Morone (ainda não cardeal) como núncio para Hagenau e Worms em 1540; enquanto em 1541, o cardeal Gasparo Contarini participou dos procedimentos de ajuste na Conferência de Regensburg. Foi Contarini quem propôs a famosa fórmula "somente pela fé somos justificados", que não substituiu, no entanto, a doutrina católica romana das boas obras. Em Roma, essa definição foi rejeitada no consistório de 27 de maio, e Lutero declarou que só poderia aceitá-lo, desde que os opositores admitissem que essa fórmula constituísse uma mudança de doutrina.

Ranuccio Farnese foi nomeado cardeal por Paulo III aos 15 anos de idade.

No entanto, mesmo depois que a Conferência de Regensburg se mostrou infrutífera, o Imperador insistiu em um conselho ainda maior, com o resultado final sendo o Conselho de Trento, que foi finalmente convocado em 15 de março de 1545, sob a Bula Laetare Hierusalem.
Enquanto isso, após a paz de Crespy (setembro de 1544), o imperador Carlos V (1519-1556) começou a reprimir o protestantismo à força. Na pendência da Dieta de Worms, em 1545, o Imperador concluiu um pacto de ação conjunta com o cardeal Alessandro Farnese, legado papal, com Paulo III concordando em ajudar na guerra projetada contra os príncipes e propriedades protestantes alemãs. Essa imediata aquiescência provavelmente se baseou em motivos pessoais: como o imperador estava preocupado na Alemanha, o momento parecia oportuno para o papa adquirir para seu filho Pier Luigi os ducados de Parma e Placência. Embora estes pertencessem aos estados papais Paulo III planejava superar a relutância dos cardeais trocando esses ducados papais pelos domínios menos valiosos de Camerino e Nepi. O Imperador concordou, acolhendo a perspectiva de 12 mil soldados de infantaria, 500 de cavalaria e fundos consideráveis do Papa.
Na Alemanha, a campanha começou no oeste, onde o arcebispo de Colônia Hermann de Wied se converteu ao protestantismo em 1542. O imperador Carlos começou uma guerra aberta contra os príncipes, propriedades e cidades protestantes aliadas na Liga Schmalkaldic (ver Filipe de Hesse). Hermann foi excomungado em 16 de abril de 1546 e foi obrigado pelo imperador a abdicar em fevereiro de 1547. No final de 1546, Carlos V havia subjugado o sul da Alemanha. A vitória na Batalha de Mühlberg, em 24 de abril de 1547, estabeleceu sua soberania imperial em toda a Alemanha, e os dois líderes da Liga foram capturados. O Imperador declarou o Interino de Augsburgo como um compromisso magnânimo com os cismáticos derrotados.

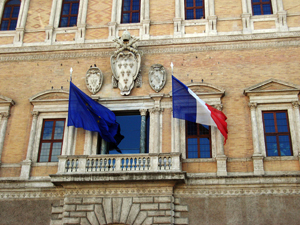
O brasão Farnese ou stemma na fachada do Palácio Farnese em Roma

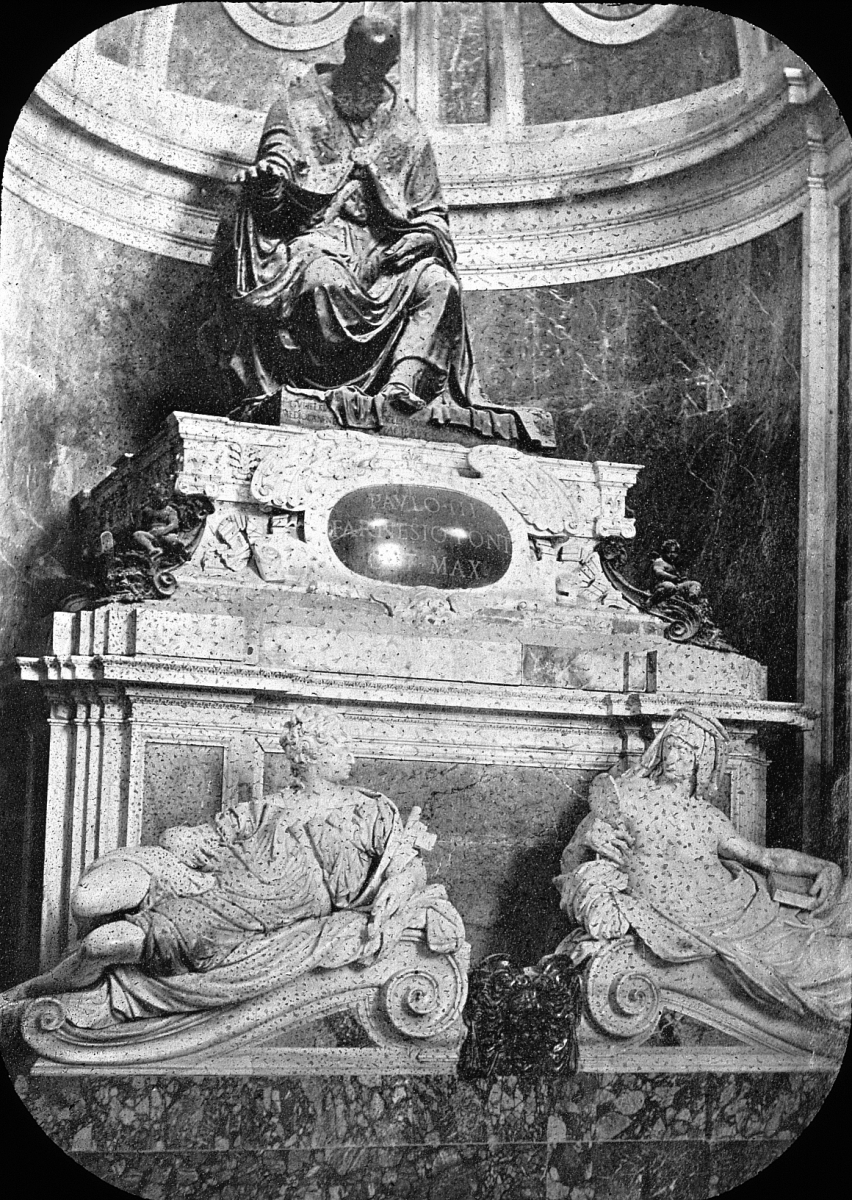
Roma, Itália. São Pedro, tumba de Paulo III. Arquivos do Museu do Brooklyn, coleção de arquivos da Goodyear

Embora o imperador tenha subjugado os exércitos protestantes alemães, ele falhou em apoiar as ambições territoriais do papa por seu filho Pier Luigi, e as relações entre eles esfriaram. A situação chegou a uma ruptura total quando o vice-regente imperial Ferrante Gonzaga expulsou à força Pier Luigi.
Em 1547, o filho do papa foi assassinado em Placência, e Paulo III colocou parte da culpa no imperador. No mesmo ano, porém, e após a morte de Francisco I da França (1515-1547) privou o papa de um possível aliado, o estresse das circunstâncias o levou a aceitar as medidas eclesiásticas no ínterim do imperador.
Com referência à herança do príncipe assassinado, cuja restituição exigia Paulo III ostensivamente em nome da Igreja, o desígnio do papa foi frustrado pelo imperador, que se recusou a render Piacenza, e pelo herdeiro de Pier Luigi em Parma, Ottavio Farnese.
Em consequência de uma briga violenta neste relato com o cardeal Farnese, Paulo III, com oitenta e um anos, ficou tão estressado que um ataque de doença ocorreu do qual ele morreu, em 10 de novembro de 1549.
Paulo III mostrou-se incapaz de suprimir a Reforma Protestante, embora tenha sido durante seu pontificado que a fundação foi lançada para a Contrarreforma. Decretou a segunda e última excomunhão de Henrique VIII de Inglaterra em dezembro de 1538. Seus esforços em Parma levaram à Guerra de Parma dois anos após sua morte.
Excomungou Henrique VIII de Inglaterra, mas não conseguiu travar a Reforma Protestante. Concedeu a Inquisição em Portugal a D. João III. Lançou as bases da Contra-Reforma.

## Escravidão e Sublimis Deus
Em maio de 1537, Paulo publicou a bula Sublimis Deus (também conhecida como Unigenitus e Veritas ipsa), descrita por Hans-Jurgen Prien como a "Magna Carta" para os direitos humanos dos povos indígenas das Américas em sua declaração de que "os índios eram seres humanos e não deveriam ser roubados de sua liberdade ou posses". O documento de implementação subsequente Pastorale officium declarou excomunhão automática para quem não cumprisse a nova decisão.
No entanto, a bula encontrou forte oposição do Conselho das Índias Ocidentais e da Coroa espanhola, que declarou violar seus direitos de patronato, e o Papa anulou as ordens no ano seguinte com o documento Non Indecens Videtur. Michael Stogre observa que Sublimis Deus não está presente em Denzinger, o compêndio oficial de ensinamentos católicos oficiais, e David Brion Davis afirma que foi anulado devido a uma disputa com a coroa espanhola. No entanto, a Bula original continuou a circular e foi citada por Bartolomeu de las Casas e outros que apoiavam os direitos dos ameríndios.
Segundo James Falkowski, a Sublimis Deus teve o efeito de revogar a Bula de Alexandre VI, Inter caetera, que pretendia dar à monarquia espanhola a posse das terras dos ameríndios, mas ainda continuando os colonizadores com o dever de converter o povo nativo à fé cristã". O padre Gustavo Gutierrez a descreve como "o documento papal mais importante relacionado à condição dos índios nativos e que foi endereçado a todos os cristãos". Maxwell observa que a Bula não mudou o ensinamento tradicional de que a escravidão dos índios era permitida se fossem considerados "inimigos da cristandade", pois isso seria considerado pela Igreja como uma "guerra justa". Ele argumenta ainda que as nações ameríndias tinham todo o direito de se defender.  Rodney Stark descreve a Bula como "magnífica" e acredita que foi esquecida por muito tempo devido ao preconceito dos historiadores protestantes. John Maxwell pensa que a Bula se relacionava com as populações nativas do Novo Mundo e não condenava o comércio transatlântico de escravos estimulado pela monarquia espanhola e pelo Sacro Imperador Romano. Contudo, a bula Sublimis Deus é bem explícita: "(…) os ditos índios e todos os outros povos que venham a ser descobertos pelos cristãos, não devem em absoluto ser privados de sua liberdade ou da posse de suas propriedades, ainda que sejam alheios à fé de Jesus Cristo (…)".
Em 1545, Paulo III revogou uma lei antiga que permitia aos escravos reivindicar sua liberdade sob a estátua do imperador no Monte Capitolino de Roma, tendo em vista o grande número de sem-teto e vagabundos na cidade. O decreto incluía aqueles que se tornaram cristãos após a escravização e aqueles que nasceram de escravos cristãos. O direito dos habitantes de Roma de comprar e vender publicamente escravos de ambos os sexos foi afirmado. Stogre afirma que o levantamento de restrições foi devido à escassez de escravos em Roma. Em 1548, Paulo III autorizou a compra e posse de escravos muçulmanos nos estados papais, "para o bem público".
Também em 1537, Paulo III emitiu a Bula, Altitudo divini consilii. A Bula discute evangelização e conversão, incluindo a maneira correta de aplicar os sacramentos, em particular o batismo. Isso foi especialmente importante nos primeiros dias do domínio colonial, quando centenas e às vezes milhares de indígenas eram batizados todos os dias. Um aspecto interessante dessa Bula é a discussão de como lidar com práticas locais, por exemplo, poligamia. Após a conversão, os homens polígamos tiveram que se casar com sua primeira esposa, mas se não conseguissem se lembrar de qual era a primeira esposa, então "poderiam escolher entre as esposas a que preferissem".

## Patrono das artes
Indiscutivelmente, o trabalho artístico mais significativo produzido durante o reinado de Paulo III foi o Juízo Final de Michelangelo na Capela Sistina do Palácio do Vaticano. Embora o trabalho tenha sido encomendado pelo antecessor de Paulo III, o Papa Clemente VII, após a morte deste em 1534, Paulo renovou a comissão e supervisionou sua conclusão em 1541.
Como cardeal, Alessandro começou a construção do Palazzo Farnese, no centro de Roma, e seu tamanho e magnificência planejados aumentaram após sua eleição para o papado. O palácio foi inicialmente projetado pelo arquiteto Antonio da Sangallo, o Jovem, recebeu mais refinamentos arquitetônicos de Michelangelo e foi concluído por Giacomo della Porta. Como outros edifícios da família Farnese, o imponente palácio proclama o poder e a riqueza da família, da mesma forma que a Villa Farnese de Alessandro em Caprarola. Em 1546, após a morte de Sangallo, Paulo nomeou o idoso Michelangelo para supervisionar o edifício da Basílica de São Pedro. Paulo também contratou Michelangelo para pintar a 'Crucificação de São Pedro' e a 'Conversão de São Paulo' (1542-1550), seus últimos afrescos, na Capela Paulina do Vaticano.

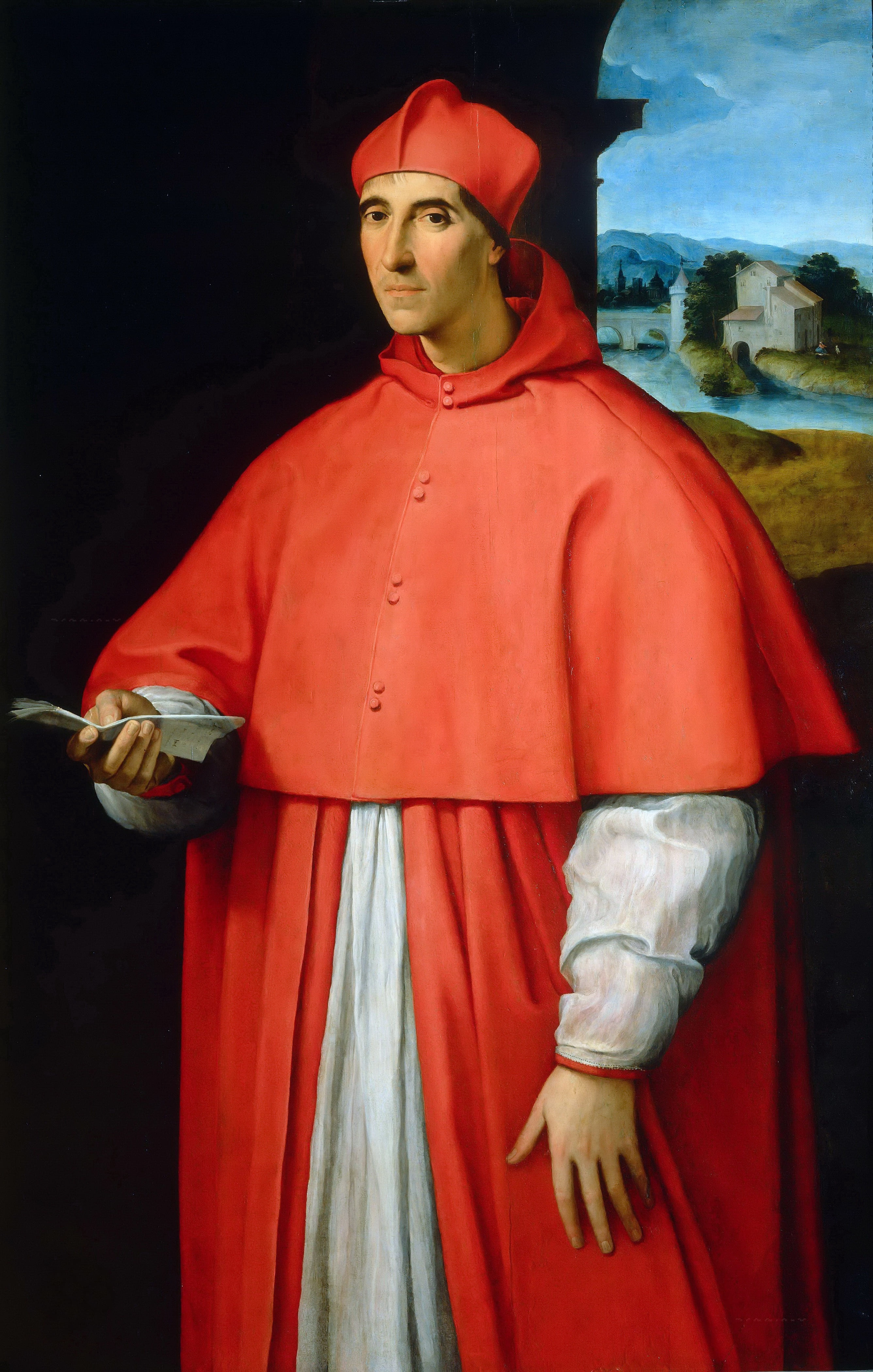
Cardeal Alessandro Farnese, futuro Paulo III

As comissões artísticas e arquitetônicas de Paulo III foram numerosas e variadas. O artista veneziano Ticiano pintou um retrato do Papa em 1543 e, em 1546, o conhecido retrato de Paulo III com seus netos, o cardeal Alessandro Farnese e Ottavio Farnese, duque de Parma. Ambos estão agora no Museu Capodimonte, Nápoles. As fortificações militares em Roma e nos Estados papais foram fortalecidas durante seu reinado. Ele fez Michelangelo mudar o bronze antigo do imperador Marco Aurélio para o monte Capitolino, onde se tornou a peça central da Piazza del Campidoglio.
A tumba de bronze de Paulo III, executada por Guglielmo della Porta, fica em São Pedro.

## Retratos de ficção
O romance de Stendhal, A Cartuxa de Parma, foi inspirado em um relato italiano não autêntico da juventude dissoluta de Alessandro Farnese. O personagem do papa Paulo III, interpretado por Peter O'Toole na série Showtime The Tudors, é vagamente inspirado por ele. O jovem Alessandro Farnese é interpretado por Diarmuid Noyes na série StudioCanal Borgia, e Cyron Melville em The Borgias, da Showtime.

## Descendência
Da união entre o então ainda Cardeal Alexandre Farnésio (Alessandro Farnese) com Silvia Ruffini, uma mulher de origem nobre, nasceram quatro filhos:
- Constança (Costanza) (1500–1545);
- Pedro Luís (Pier Luigi) (1503–1547) que veio a ser o 1.º duque de Castro e 1.º duque de Parma;
- Paulo (Paolo) (1504–1513);
- Rainúncio (Ranuccio) (1509–1529).